# Balk (Baseball)

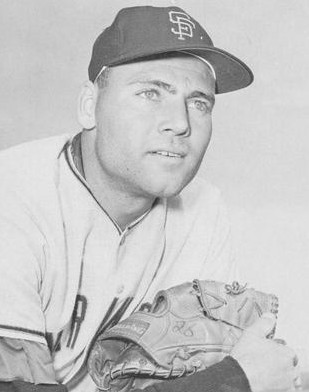
Mit fünf hält Bob Shaw den Major-League-Rekord für die meisten Balks in einem einzigen Spiel.

Im Baseball ist ein Balk ein Regelverstoß des Pitchers, der zur Folge hat, dass alle Runner (Läufer), die sich auf Bases (Laufmalen) befinden, ein Base vorrücken dürfen.

## Hintergrund
Ein Pitcher kann eine Reihe von regelwidrigen Bewegungen oder Handlungen ausführen, die einen Balk darstellen. Die meisten dieser Verstöße betreffen Pitcher, die vorgeben zu werfen, obwohl sie dies gar nicht beabsichtigen. In Spielen, die nach den offiziellen Baseballregeln für Profis in den Vereinigten Staaten und Kanada ausgetragen werden, führt ein Balk zu einem toten Ball (ein Ball, der nicht mehr aktiv im Spiel ist, auch dead ball) oder einem verzögerten toten Ball. Unter bestimmten anderen Umständen kann ein Balk ganz oder teilweise außer Acht gelassen werden. Nach anderen Regeln, insbesondere in den Vereinigten Staaten nach den NFHS-Baseballregeln (National Federation of State High School Associations, das Gremium, das die Wettbewerbsregeln für die meisten High-School-Sportarten und -Aktivitäten in den Vereinigten Staaten festlegt), führt ein Balk zu einem sofortigen toten Ball. Wird ein Balk erzwungen, wird der Wurf im Allgemeinen (aber nicht immer) annulliert und jeder Läufer darf ein Base vorrücken. Der Batter (Schlagmann) bleibt meist mit dem vorherigen Zählerstand am Schlag. Die Balkregel in der Major League Baseball wurde 1898 eingeführt.
Ein Pitcher darf vor und während eines Wurfs nur bestimmte Bewegungen ausführen und eine von zwei Grundpositionen einnehmen. Wird gegen diese Regeln verstoßen, während ein oder mehrere Läufer auf einem Base sind, kann der Schiedsrichter einen Balk anzeigen. Der Schlagmann an der Home Plate kommt bei einem Balk nicht weiter.

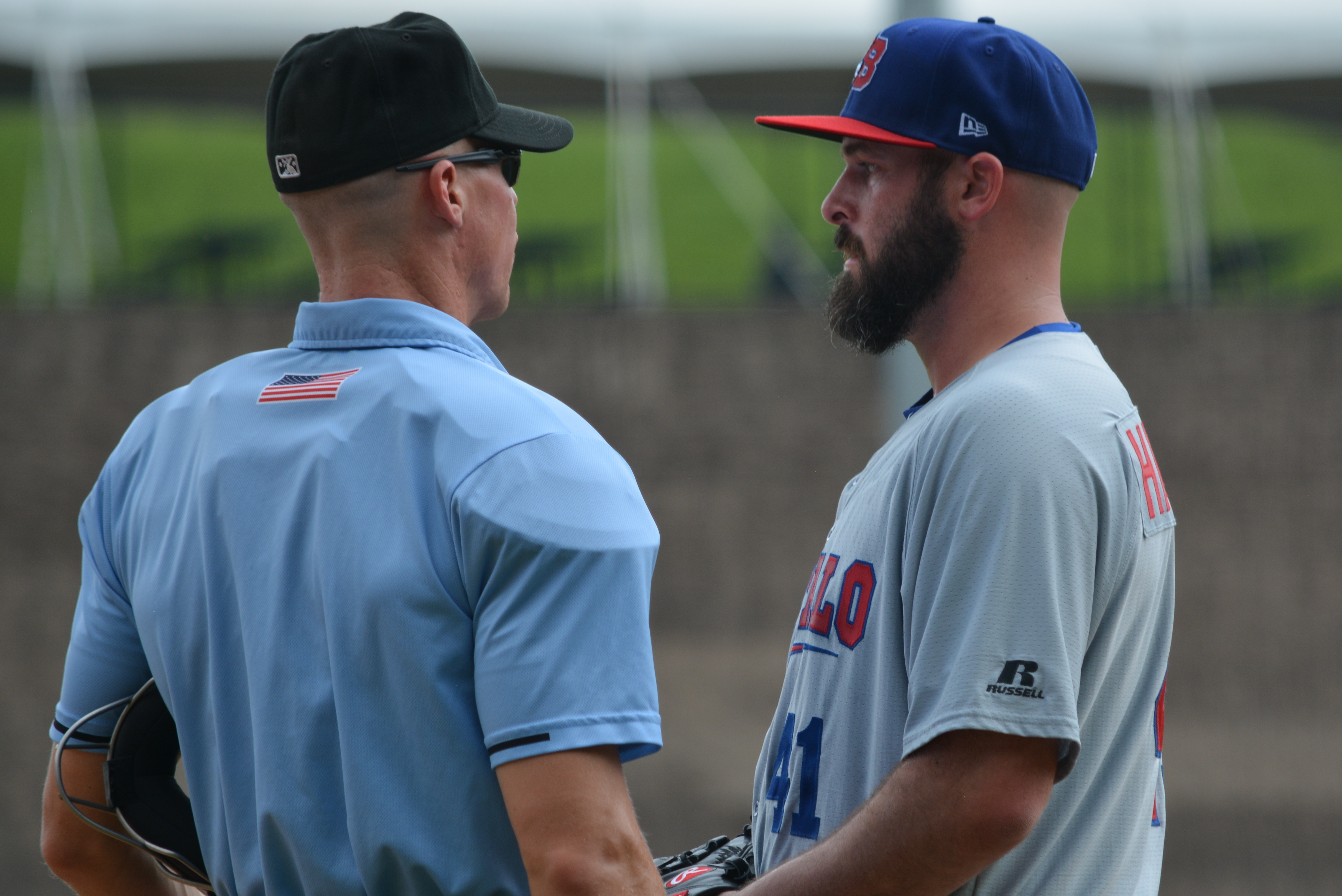
Mike Hauschild (rechts) spricht mit einem Umpire, nachdem er wegen eines Balks angezeigt wurde.

Wenn ein Läufer auf dem Base ist und der Pitcher auf dem Rubber oder rittlings mit einem Bein auf jeder Seite des Rubbers steht, handelt es sich um einen Balk, falls der Pitcher
- vom Aufstellen zum Ausholen (oder umgekehrt) wechselt, ohne sich regelgerecht vom Rubber zu lösen;
- während er auf dem Rubber steht eine Bewegung macht, die mit einem Pitch verbunden ist, aber er den Wurf nicht zu Ende ausführt;
- beim Pitchen aus der Grundstellung die Hände nicht vollständig zusammenhält, bevor er zu werfen beginnt;
- vom Mound zu einem Base wirft, ohne einen Schritt in Richtung dieses Base zu machen (und sich damit auf dieses zu bewegt);
- vom Rubber zu einem unbesetzten Base wirft oder einen Wurf antäuscht, es sei denn, ein Spielzug steht unmittelbar bevor;
- einen Schritt oder eine Finte vom Rubber zum ersten oder dritten Base macht, ohne den Wurf zu vollenden;
- einen schnellen Return ausführt, d. h. einen Wurf, der unmittelbar nach der Rückgabe des Balls ausgeführt wird, um den Batter zu überrumpeln;
- den Ball auf dem Rubber fallen lässt, auch wenn es ein Versehen ist, und der Ball anschließend keine Foullinie überquert;
- das Spiel unnötig verzögert;
- mit dem Gesicht vom Batter abgewandt wirft;
- nach dem Zusammenführen der Hände und auf dem Rubber stehend diese wieder voneinander trennt, es sei denn, er macht einen Pitch oder einen Wurf;
- sich ohne Ball auf oder rittlings auf den Rubber stellt oder einen Wurf ohne Ball nachahmt;
- versucht zu einem Feldspieler an einer Stelle zu werfen, die nicht direkt an einem Base liegt;
- während eines Squeeze-Plays (Manöver, das aus einem Sacrifice Bunt mit einem Läufer auf de dritten Base besteht) oder eines Steals of Home einen Pitch ausführt, falls der Fänger oder ein anderer Spieler auf oder vor die Home Plate tritt, ohne im Besitz des Balls zu sein, oder den Batter (oder dessen Schläger) berührt. In diesem Fall wird der Ball als ‚tot‘ gewertet, der Batter erhält die erste Base, der Pitcher wird mit einem Balk belastet, und der Lauf, der aus dem Squeeze-Play oder Steal of Home entstand, wird gewertet.

Nach den NFHS-Regeln liegt ein Balk vor, wenn der Pitcher
- eine Finte in Richtung des Schlagmanns oder dem ersten Base durch den Pitcher erfolgt;
- den Ball fallen lässt (auch wenn es versehentlich geschieht) und der Ball die Foullinie nicht überquert;
- mit dem Fuß, der nicht seinen Drehpunkt darstellt, sich nicht direkt auf das (besetzte oder unbesetzte) Base zubewegt, wenn er dorthin wirft, um einen Läufer auszuschalten oder eine Finte ausführt, um einen Läufer zurückzudrängen;
- zu einem unbesetzten Base wirft oder eine Finte ausführt, obwohl er nicht versucht, einen Läufer auszuschalten oder zurückzudrängen.
- einen regelwidrigen Pitch aus einer beliebigen Position ausführt;
- es versäumt, den Pitch zum Schlagmann in einer kontinuierlichen Bewegung und unmittelbar nach einer Bewegung eines Körperteils auszuführen, wie er sie üblicherweise beim Wurf des Balls verwendet;
- die Hand vom Ball nimmt, während er sich in einer vorbereitenden Position (set position) befindet, es sei denn, er wirft zum Schlagmann, wirft in Richtung einer Base oder er geht in Richtung des zweiten oder dritten Base und täuscht einen Wurf an;
- den Pitch zum Schlagmann nicht ausführt, während der gesamte Fuß, der nicht in seinem Drehpunkt steht, hinter der senkrechten Ebene der hinteren Kante der Pitcher's Plate steht, es sei denn, der Pitcher täuscht einen Wurf an oder wirft zum zweiten Base, um einen Läufer auszuschalten;
- eine natürliche Bewegung macht, die mit dem Pitchen verbunden ist, und/oder stellt seine Füße auf die Pitcher's Plate, ohne den Ball zu halten.

Das Spucken auf den Ball, das Verunstalten oder Verändern des Balls, das Reiben des Balls an der Kleidung oder am Körper oder das Auftragen einer fremden Substanz auf den Ball durch den Pitcher ist kein Balk, führt aber zum Ausschluss des Pitchers aus dem Spiel, wenn er dabei erwischt wird.

## Erläuterungen
Ein Pitcher durfte zum dritten (oder zweiten) Base täuschen und sich dann umdrehen und zum ersten Base werfen oder täuschen, wenn der Fuß des Pitchers, auf dem er sich dreht, nach der anfänglichen Täuschung den Rubber verlässt. Dieser Spielzug wird als „Täuschung zum dritten Base, Wurf zum ersten Base“ bezeichnet. In der Major League Baseball wird dies jedoch seit der Saison 2013 als Balk eingestuft.
Wenn sich keine Läufer auf dem Base befinden und der Pitcher eine normalerweise mit einem Balk geahndete Aktion begeht, gibt es im Allgemeinen keine Strafe. Ein schneller Return oder ein Pitching abseits des Rubbers (die einen Balk darstellen, wenn Läufer auf dem Base sind) führt jedoch dazu, dass bei leeren Bases ein Ball gegeben wird (generell ist jeder Pitch dann ein Ball, wenn er kein Strike ist). Wenn der Pitcher eine Handlung begeht, die für den Schlagmann verwirrend ist, während niemand auf dem Base ist, oder wenn er seinen Wurf abbricht oder anderweitig gegen die Regeln verstößt, wird das Spiel ohne Strafe fortgesetzt und es wird vom Umpire eine Time ausgerufen. Die ausgerufene Time stellt eine Unterbrechung des Wurfvorgangs dar und lässt den Ball inaktiv oder dead werden. Wenn ein Pitcher wiederholt illegale Handlungen begeht, ohne dass sich Läufer auf der Base befinden, kann er wegen wiederholter Regelverstöße des Feldes verwiesen werden.
Pitcher können auch versuchen, den sogenannten „Trick mit dem versteckten Ball“ auszuführen. Bei diesem täuscht das verteidigende Team den/die Läufer über die Position des Balls, während das Spiel läuft. Steht der Pitcher dabei auf dem Rubber, bevor der Feldspieler den Ball aufdeckt und den Tag anbringt (also die Berührung des Läufers mit dem fest in der Hand oder im Handschuh gehaltenen Ball), ist der Läufer nicht out. Stattdessen handelt es sich um einen Balk, wobei alle Läufer auf Bases ihr nächstes Base zugesprochen bekommen und sich dorthin begeben dürfen.

## Häufige Missverständnisse
Ein Begriff, der mitunter Verwendung findet ist der „Catcher's balk“. Dieser entstammt nicht den offiziellen Regeln. Er wird aber manchmal verwendet, um eine Situation im Zusammenhang mit einem absichtlichen Walk zu beschreiben. Befindet sich der Fänger nicht vollständig in der Catcher's Box befindet, wenn der Pitcher den Ball während des Abwurfs loslässt, ist dies ein Verstoß. Es wird in diesem Fall ein Balk gewertet, allerdings gegen den Pitcher, nicht gegen den Catcher, da ein solcher Wurf als „Pitcher Illegal Action“ definiert ist.
Ein Pitcher muss den Rubber nicht verlassen, bevor er bei einem Pick-off-Versuch zu einer besetzten Base wirft. Pick-off bezeichnet den Vorgang des Pitchers einen aktiven Ball (live ball) zu einem Feldspieler zu werfen, damit dieser einen Baserunner, der sich entweder bereits vom Base gelöst hat oder im Begriff ist, das nächste Base zu stehlen, aus dem Spiel nehmen kann. Mit einem Fuß auf dem Rubber in der „Windup“- oder der „Set“-Position kann der Pitcher entweder:
1. den Ball an den Schlagmann abgeben;
2. zu einem Base für einen Pick-off werfen; oder
3. den Rubber verlassen.

Die MLB-Regeln besagen außerdem, dass Pitcher die üblichen vereinbarten Zeichen des Fängers zur Kommunikation empfangen sollen, während sie die Pitcher's Plate (den Rubber) berühren. In den Regeln wird dieser Verstoß aber nicht als Balk bezeichnet.

## Major-League-Baseball-Rekorde
Steve Carlton hatte in seiner Major-League-Karriere 90 Balks.
Der Major-League-Rekord in einer einzigen Saison wird von Dave Stewart gehalten, der 1988 als Werfer für die Oakland Athletics 16 Balks hatte.
Der Major-League-Rekord für die meisten Balks in einem Spiel wird von Bob Shaw gehalten, der am 4. Mai 1963 in einem Spiel der Milwaukee Braves gegen die Chicago Cubs fünf Balks hatte. Vier der fünf Balks kamen, als Billy Williams von den Cubs auf einem Base war: einer im ersten Inning, drei weitere im dritten Inning. Im letzten Inning erhielt Williams zunächst eine Base on Balls. Anschließend erreichte er durch Balks nacheinander das zweite und dritte Base und schließlich Home. Shaws Balks wurden darauf zurückgeführt, dass er Schwierigkeiten hatte, sich an einen damals neuen Punkt in den Regeln zu gewöhnen: Die Umpires wurden angewiesen, den Abschnitt der Balkregel strikt durchzusetzen, wonach der Pitcher, wenn er von der Streck- in die Wurfposition geht, eine ganze Sekunde lang mit zusammengelegten Händen zum Stehen kommen muss, bevor er wirft. Diese Regel war zuvor praktisch ignoriert worden.
Knuckleballer Charlie Hough erhielt im März 1988 in einem einzigen Major-League-Freundschaftsspiel neun Balks angerechnet. Hough bekam in einem einzigen Inning des Spiels sieben Balks angerechnet, da die Schiedsrichter als Exempel für die kommende Saison eine vollständige „set position“ durchsetzen wollten.

## Erwähnenswerte Balks
Während der World Series 1947 (New York Yankees gegen Brooklyn Dodgers) ließ Spec Shea den Ball fallen, als er versuchte, Jackie Robinson am ersten Base abzuwerfen; nach mindestens einem weiteren Versuch ließ er den Ball fallen und Schiedsrichter Babe Pinelli winkte Robinson zum zweiten Base.
Ein berühmter Balk entstand im ersten All-Star Game 1961, als starker Wind im Candlestick Park den Pitcher Stu Miller ins Schwanken brachte und als Balk gewertet wurde. Diese Geschichte wird in den Nacherzählungen oft übertrieben, in einigen wird Miller sogar vom Pitching Mound geweht.
Die Los Angeles Dodgers besiegten die Texas Rangers am 18. Juni 2015, als der Pitcher der Rangers, Keone Kela, am Ende des neunten Innings in einem unentschiedenen Spiel mit dem Dodger Enrique Hernández am dritten Base einen Balk beging. Seit 1914 gab es in der Geschichte der Major League mindestens 21 solcher Walk-off-Balks (oder „Balk-offs“).
Am 14. Juni 2019 verursachte der Dodgers-Closer Kenley Jansen während eines Spiels gegen die Chicago Cubs einen absichtlichen „Balkdown“. Als die Dodgers im neunten Inning mit 5–3 führten und zwei Outs hatten, befand sich Jason Heyward von den Cubs am zweiten Base. Jansen befürchtete, dass ein Läufer am zweiten Base möglicherweise Zeichen zwischen ihm und dem Catcher stehlen könnte. Dies hätte einen Vorteil für die angreifende Mannschaft zur Folge gehabt. Aus diesem Grund ließ Jansen den Läufer absichtlich durch einen Balk auf das dritte Base vorrücken. Anschließend warf Jansen den Batter Víctor Caratini aus und sorgte so für das letzte Out in diesem Spiel. Absichtliche Balks sind in der MLB zwar selten, sind aber dennoch vorgekommen.